# Emperador Meiji
Mutsuhito, l'Emperador Meiji (明治天皇, Meiji Tenno) (Kyoto, 3 de novembre de 1852 - Tòquio, 30 de juliol de 1912), fill de l'Emperador Komei i la concubina Nakayama Yoshiko, va ser l'Emperador del Japó número 122, d'acord amb l'ordre tradicional de successió imperial japonès, i va regnar des del 3 de febrer de 1867 fins a la seva mort.
Com tots els seus predecessors, des de la seva mort ha estat anomenat pel seu nom pòstum. Des de la seva mort, la tradició de donar a l'emperador el nom de l'era conjuntament amb el seu regnat va ser establerta. Havent governat aquest en el període Meiji, ara és conegut com a Emperador Meiji. El seu nom personal era Mutsuhito. Fora del Japó, algunes vegades es refereixen a ell, com a Emperador Mutsuhito, però, al Japó, els emperadors només són anomenats pel seu nom pòstum. Anomenar a un emperador pel seu nom personal podria ser considerat un excés de confiança i fins i tot un acte despectiu. Quan va néixer, el 1852, el Japó era un país aïllat, preindustrial i feudal, dominat pel shogunat Tokugawa i els daimyo, que controlaven més dels 250 dominis descentralitzats del país. Quan va morir l'any 1912, el Japó ja havia passat per una revolució política, industrial i social (vegeu Restauració Meiji) que va portar com a resultat la transformació del Japó en una potència mundial.

## Primers anys
El príncep Mutsuhito va néixer el 3 de novembre de 1852. La mare del príncep Mutsuhito, Nakayama Yoshiko, era Nakayama Tadayasu, una concubina del seu pare, l'Emperador Kōmei, i era filla del conseller major en funcions. El jove príncep va rebre el títol de Sachi-no-miya, o Príncep Sachi.
El jove príncep va néixer en una època de grans canvis al Japó que van acabar la seva política d'aïllament coneguda com a sakoku, simbolitzats de manera espectacular el juliol de 1853 quan el comodor Matthew Perry amb una flota de vaixells de guerra enviada pel president dels Estats Units Millard Fillmore va arribar al port d'Edo per forçar l'obertura de ports japonesos al comerç americà, mitjançant l'ús de la força si fos necessari, Per primera vegada en almenys 250 anys, el shogunat va fer el pas molt inusual de consultar amb la Cort Imperial a causa de la crisi provocada per l'arribada de Perry. Els oficials de l'emperador Kōmei van aconsellar que creien que haurien d'acceptar el comerç amb els nord-americans i van demanar que se'ls informés amb antelació de qualsevol mesura a prendre al retorn de Perry. El govern japonès va decidir que el seu exèrcit no era rival per a l'exèrcit nord-americà i, per tant, va permetre el comerç i es va sotmetre al que va anomenar els Tractats desiguals, que significaven renunciar a l'autoritat aranzelària i al dret de jutjar els estrangers als seus propis tribunals. La voluntat del shogunat de consultar amb la Cort va ser de curta durada doncs l'any 1858 va arribar el Tractat d'amistat i comerç entre el Japó i els Estats Units amb una carta que deia que per falta de temps no s'havia pogut consultar. L'emperador Kōmei estava tan indignat que va amenaçar amb abdicar, encara que fins i tot aquesta acció hauria requerit el consentiment del shōgun.

## Ascens al Regnat
A principis de la dècada de 1860, el shogunat estava sota diverses amenaces. Els representants de les potències estrangeres van intentar augmentar la seva influència al Japó. Molts daimyōs estaven cada cop més insatisfets amb la gestió dels afers exteriors del bakufu. Un gran nombre de joves samurais, coneguts com Ishin Shishi o "homes de gran propòsit", van començar a reunir-se i parlar contra el shogunat. Els Ishin Shishi veneraven l'Emperador Kōmei i promulgaven l'acció violenta directa per curar els mals de la societat. Si bé inicialment desitjaven la mort o l'expulsió de tots els estrangers, els shishi després començarien a defensar la modernització del país. El bakufu va promulgar diverses mesures per apaivagar els diferents grups en un esforç per crear una falca entre els shishi i els daimyōs.
Kyoto era un centre important per als shishi, que tenien influència sobre l'emperador Kōmei i en 1863 el van convèncer per emetre una "Ordre d'expulsió dels bàrbars". L'Ordre va situar el shogunat en una posició difícil, es produir atacs contra estrangers o els seus vaixells, i forces estrangeres i en represàlia les forces de Bakufu van poder expulsar la major part dels shishi de Kyoto, el seu intent de tornar el 1864 va ser rebutjat. No obstant això, els disturbis van continuar a tot el Japó.
Durant aquest temps, va estudiar poesia waka, primer amb el seu pare, després amb els poetes de la cort. El 1866, un nou shōgun, Tokugawa Yoshinobu, va prendre el càrrec mentre el príncep continuava la seva educació clàssica. Tokugawa Yoshinobu va ser un reformador que volia transformar el Japó en un estat d'estil occidental. Yoshinobu va ser l'últim shōgun i va trobar resistència entre els bakufu, tot i que continuaven els disturbis i les accions militars. A mitjans de 1866, un exèrcit bakufu es va posar en marxa per castigar els rebels al sud del Japó i va ser derrotat. L'emperador Kōmei va caure greument malalt als 36 anys i va morir el 30 de gener de 1867.
En una breu cerimònia a Kyoto, el príncep hereu va ascendir formalment al tron el 3 de febrer de 1867. El nou emperador va continuar la seva educació clàssica, que no incloïa qüestions de política. Mentrestant, el shōgun, Yoshinobu, lluitava per mantenir el poder. Va demanar repetidament a l'emperador la confirmació de les seves accions, que finalment va rebre, però no sembla que l'emperador estigués implicat en les decisions. Els shishi i altres rebels van continuar donant forma a la seva visió del nou Japó, i encara que veneraven l'emperador, no pensaven que ell jugués un paper actiu en el procés polític. La lluita política va arribar al seu punt culminant a finals de 1867. Es va arribar a un acord pel qual Yoshinobu mantindria el seu títol i una part del seu poder, però el poder legislatiu seria investit en una legislatura bicameral basada en el model britànic. L'acord es va trencar i el 9 de novembre de 1867, Yoshinobu va presentar oficialment la seva renúncia a l'emperador i va renunciar formalment deu dies després. El shogunat s'havia acabat. Els fets es van precipitar quan el 3 gener de 1868 els rebels van prendre el control del Palau Imperial de Kyoto i l'endemà, van fer que l'emperador declarés la restauració del seu poder absolut. El 23 d'octubre de 1868 l'era es va canviar de Keiō a Meiji, o "govern il·lustrat", que més tard es va utilitzar per al nom pòstum de l'emperador. En un conflicte conegut com la Guerra Boshin, els seguidors de Yoshinobu van resistir breument i els bakufu van ser finalment derrotats a finals de 1869.
Després de la desfeta, una part de l'antiga armada del Shogun dirigida per Enomoto Takeaki va marxar a l'illa d'Ezo amb uns milers de soldats i un grup d'assistents militars francesos on va demanar al Tribunal Imperial del Japó que els permetés desenvolupar a Hokkaido les tradicions dels samurais però això els va ser denegat i el 15 de desembre de 1868 va proclamar la República Ezo, que fou derrotada en la batalla de Hakodate i Enomoto es rendí el 17 de maig de 1869. La República d'Ezo deixà d'existir el 17 de juny de 1869 i el 15 d'agost del mateix any l'illa d'Ezo va passar a dir-se Hokkaido.

## Consolidació del poder

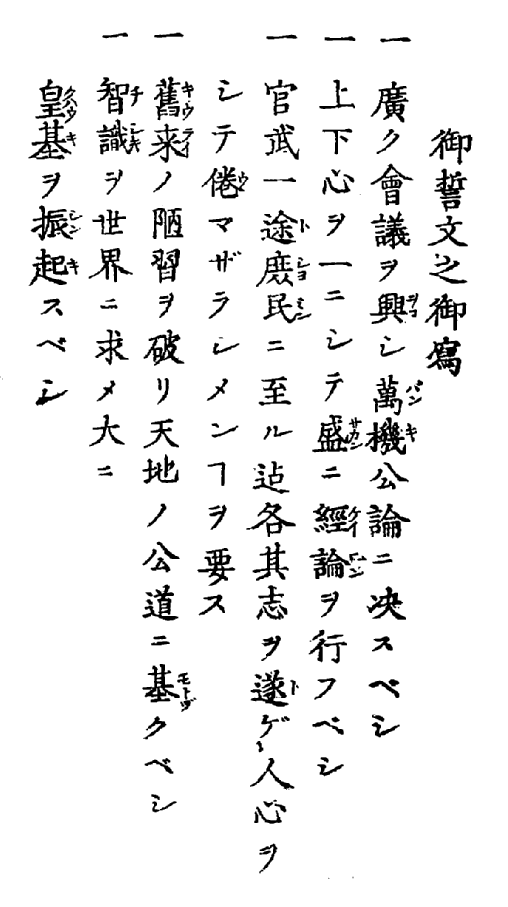
La Carta de jurament tal com es va publicar oficialment.

Malgrat l'eliminació del bakufu, els rebels no havien establert cap govern central efectiu. El 23 de març, als enviats estrangers se'ls va permetre per primera vegada visitar Kyoto i dirigir-se formalment a l'Emperador. El 7 d'abril de 1868, l'emperador va emetre la Carta de jurament, una declaració de cinc punts sobre la naturalesa del nou govern. La declaració, pensada per guanyar-se els que encara no s'havien compromès amb el nou règim, va abolir el feudalisme i va proclamar un govern democràtic modern per al Japó. El Jurament de la Carta seria més tard citat per l'Emperador Shōwa a la Declaració de la Humanitat com a suport als canvis imposats al govern japonès després de la Segona Guerra Mundial. Per primera vegada des de la primera infància, va abandonar el Palau Imperial de Kyoto a mitjans de maig per prendre el comandament de les forces que perseguien les restes dels exèrcits bakufu. Viatjant en etapes lentes a causa de les carreteres plenes de gent, va trigar tres dies a viatjar de Kyoto a Osaka. No hi va haver cap conflicte a Osaka; els nous dirigents volien que l'Emperador fos més visible per al seu poble i per als enviats estrangers. A finals de maig, després de dues setmanes a Osaka en un ambient molt menys formal que a Kyoto, l'emperador va tornar a casa seva. Poc després del seu retorn, es va anunciar que l'emperador començaria a presidir tots els assumptes de l'estat, reservant-se més estudis literaris per al seu temps lliure. Només a partir de 1871 els estudis de l'emperador van incloure materials sobre afers contemporanis.
El 19 de setembre de 1868, l'emperador va anunciar que el nom de la ciutat d'Edo es canviaria per Tòquio, que significa "capital de l'est". La cerimònia de coronació que s'havia ajornat de l'any anterior a causa dels disturbis civils va tenir lloc formalment a Kyoto el 15 d'octubre. Poc abans de la coronació, va anunciar que la nova era, o nengō, s'anomenaria Meiji o "govern il·lustrat". Fins llavors, el nengō havia estat canviat moltes vegades durant el regnat d'un emperador; a partir d'ara, es va anunciar, només hi hauria un nengō per regnat.
Poc després de la coronació, l'emperador va viatjar a Tòquio per carretera, visitant-la per primera vegada arribant a finals de novembre i va començar una estada perllongada repartint sake entre la població, angoixada per la visita imperial doncs havia estat el lloc de la cort del shōgun i la població de la ciutat temia que amb l'abolició del shogunat, la ciutat pogués caure en decadència. No seria fins al 1889 que es va prendre la decisió final de traslladar la capital a Tòquio. Mentre estava a Tòquio, l'Emperador va pujar per primera vegada a un vaixell de la marina japonesa, i l'endemà va donar instruccions per a estudiar com es podria reforçar la marina. Poc després del seu retorn a Kyoto, es va emetre un escrit en nom de l'emperador que indicava la seva intenció d'implicar-se en els afers governamentals. I, de fet, va assistir a les reunions del gabinet i a innombrables altres funcions governamentals, encara que poques vegades parlant, gairebé fins al dia de la seva mort.

## Reforma política
Els revolucionaris vencedors es van organitzar en un Consell d'Estat i, posteriorment després en tres ministres principals que dirigien el govern. Aquesta estructura duraria fins a l'establiment d'un primer ministre, que dirigiria un gabinet de manera occidental, el 1885. En un primer moment, ni tan sols el manteniment de la figura de l'Emperador del Japó era segura. Els nous líders japonesos van intentar reformar el sistema de dominis governats pels daimyōs. En 1869 Kido Takayoshi del Feu de Chōshū, amb el suport de nobles de la cort Iwakura Tomomi i Sanjō Sanetomi va persuadir els senyors de Chōshū i de Satsuma, els dos feus principals en l'enderrocament dels Tokugawa, perquè lliuressin voluntàriament els seus feus a l'Emperador. Entre el 25 juliol de 1869 i el 2 d'agost de 1869, per por que la seva lleialtat fos qüestionada, els el dàimios d'altres 260 feus van seguir l'exemple. Només 14 feus no van complir voluntàriament amb el retorn dels feus, i després van rebre l'ordre de fer-ho pel Tribunal, sota l'amenaça d'una acció militar. El 1871, quan el Japó estava organitzat en 72 prefectures, l'emperador va anunciar que els dominis quedaven abolits. Els daimyōs van ser compensats amb sous anuals iguals al deu per cent dels seus ingressos anteriors, però se'ls va obligar a traslladar-se a la nova capital, Tòquio. La majoria dels daimyōs es van retirar de la política. El 1872 comença l'educació obligatòria.
El 1876, el govern prohibeix als Samurai dur les espases, i també suspenen els seus sous a canvi d'una entre única de bons que produirien profits. La Rebel·lió de Satsuma fou una revolta dels antics samurais de Satsuma, dirigits per Saigō Takamori contra el govern de l'emperador Meiji i que va durar del 29 de gener al 24 de setembre del 1877, amb la derrota dels darrers centenars de samurais contra l'exèrcit imperial de 300.000 homes a la batalla de Shiroyama, havent estat la darrera i més seriosa amenaça que va tenir el nou govern. El govern meiji japonès en 1879 va abolir el Regne de Ryūkyū, vassall del daimyo Satsuma i en va annexionar les terres, que van quedar enquadrades dins la prefectura d'Okinawa. Les illes Amami-Ōshima ja havien estat annexionades prèviament al Japó i actualment formen part de la prefectura de Kagoshima. Shō Tai, l'últim rei de Ryūkyū, se n'anà a Tòquio, on va viure fins a la seva mort el 1901.
La constitució de 1889 va crear un nou parlament i el poder va passar dels Tokugawa a mans dels daimyōs i els samurais que havien liderat la Restauració, el Genrō, una oligarquia que comprenia els homes més poderosos dels àmbits militar, polític i econòmic. La nova administració va abolir gradualment la majoria dels privilegis dels samurais, inclòs el seu dret a un estipendi del govern, i la majoria de les altres distincions basades en classes van ser abolides.
Els japonesos s'enorgulleixen de la Restauració Meiji, ja que aquesta i la industrialització que l'acompanya va permetre al Japó convertir-se en la potència preeminent al Pacífic i un actor important al món en una generació. No obstant això, el paper de l'emperador Meiji en la Restauració, així com la quantitat d'autoritat i influència personal que va exercir durant el seu regnat, segueix en discussió. Els relats de persones que s'havien conegut o estaven a prop seu solen contenir poca informació substancial o són contradictoris.
A causa de la manca de fonts fiables del període, els misteris que envolten la personalitat i el paper de l'emperador Meiji en la Restauració segueixen sent un tema de disputa històrica. James C. Baxter argumenta que l'Emperador era una figura sense poder real que poques vegades interferia amb el que havia estat acordat per endavant per l'oligarquia Meiji, per contra, Herbert Bix descriu a Meiji com un poderós autòcrata a qui el Genrō va lluitar per restringir mentre s'adaptava a les seves inclinacions antidemocràtiques. R. Starr caracteritza Meiji com una persona altament individualista i franca que no va ser un titella per a cap grup del seu govern, i encara que progressista, no era ni liberalni demòcrata. Un altre grup d'historiadors afirmen que mai va ser un dictador total, però es mantenen dividits sobre si el seu poder personal era proper a l'absolutisme o simplement va tenir un paper de mediador en la presa de decisions del Genrō.

## Expansió al continent

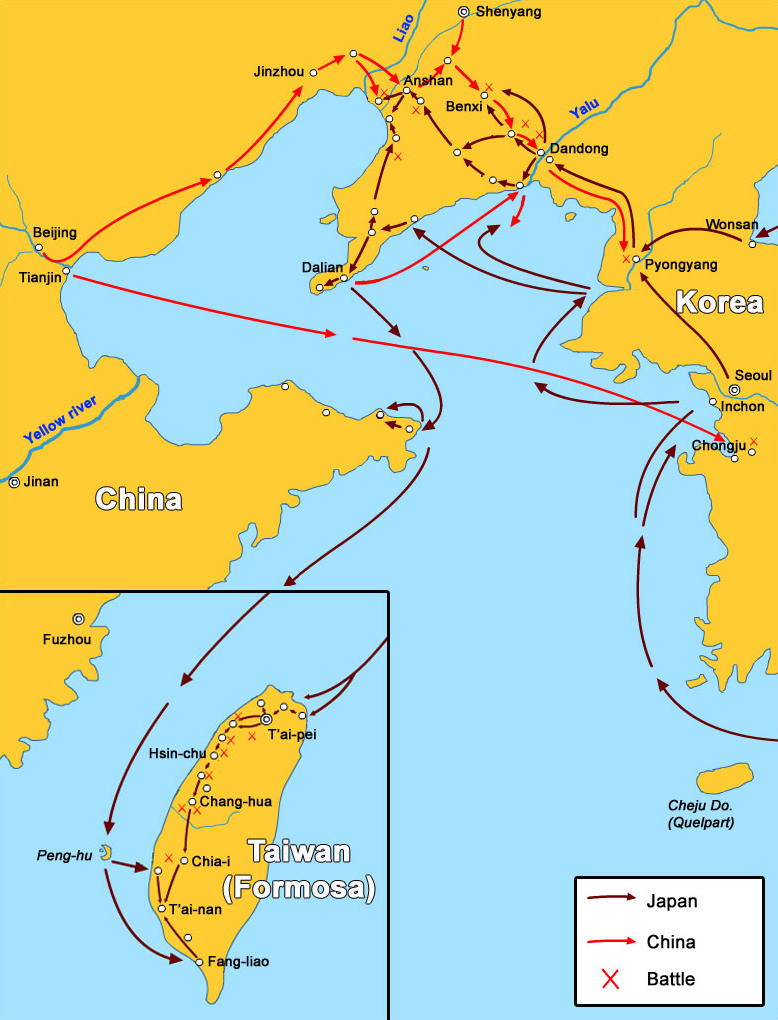
Les campanyes de la Primera Guerra sino-japonesa

El Japó temia l'expansió de l'Imperi Rus a Manxúria i Corea, i tractava d'aconseguir conquestes a l'estranger seguint la ideologia nacionalista Meiji mentre que la Dinastia Joseon de Corea tractava de preservar el seu tradicional aïllament i la relació tributària amb la Xina que, al seu torn, s'esforçava per protegir el seu principal vassall. L'1 d'agost de 1894 es va declarar oficialment la guerra, malgrat que anteriorment a aquesta data ja havien tingut lloc combats a terra i en mar. L'exèrcit japonès va derrotar el xinès en diverses batalles que van tenir lloc en les proximitats de Seül i Pyongyang, i l'obligà a retirar-se cap al nord. Posteriors victòries en la batalla del riu Yalu i la batalla de Pyongyang van obrir el camí cap a la Xina per als japonesos, i abans del 21 de novembre havien pres Port Arthur (actual Lüshunkou). La flota Beiyang xinesa va derrotada per l'armada japonesa a la desembocadura del riu Yalu, perdent vuit dels seus dotze cuirassats, i va haver de retirar-se a les fortificacions de la base naval Weihaiwei, i fou posteriorment sorpresa per un atac terrestre japonès a la península de Liaodong, que va destruir els vaixells del port amb bombardeigs des de terra. Després de la caiguda de Weihaiwei el 2 de febrer, i amb la millora de les dures condicions hivernals, les tropes japoneses van continuar avançant cap a Manxúria. Pel Tractat de Shimonoseki de 1895, el Japó va cedir i va renunciar, en favor de Rússia, a la península de Liaodong i la plaça estratègica de Port Arthur. Aquest fet, malgrat conservar la resta de guanys territorials i la influència sobre Corea, crearia un considerable ànim de revenja en els nipons.

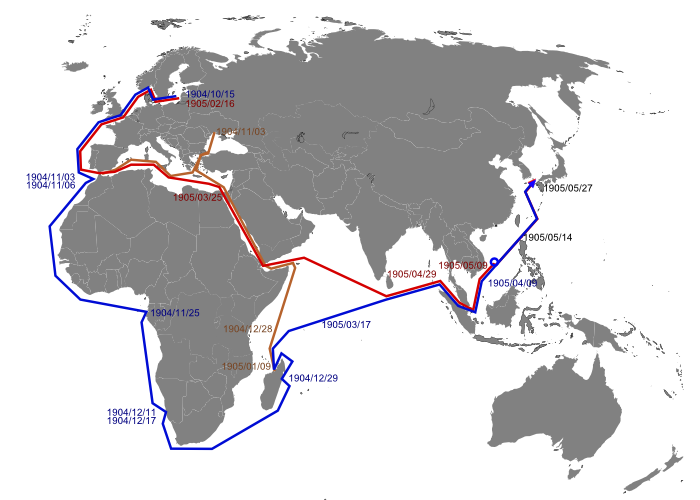
Ruta de la flota del Bàltic durant la Guerra russo-japonesa, d'anada i tornada

Des del final de la Primera Guerra sino-japonesa el Japó temia la invasió russa dels seus plans de crear una esfera d'influència a Corea i Manxúria i el Japó es va oferir a reconèixer el domini rus a Manxúria a canvi de reconèixer que Corea es trobava dins de l'esfera d'influència japonesa. Rússia s'hi va negar i va exigir l'establiment d'una zona d'amortiment neutral entre Rússia i el Japó a Corea al nord del Paral·lel 39° nord. El govern japonès va percebre una amenaça per als seus plans d'expansió a l'Àsia continental i va optar per anar a la guerra. Després de trencar les negociacions el 1904, la Marina japonesa va obrir hostilitats en un atac sorpresa el 27 de gener de 1904 atacant la flota oriental russa a Port Arthur, Xina. Tot i que Rússia va patir diverses derrotes, Nicolau II de Rússia estava convençut que Rússia podia guanyar si continuava lluitant; va optar per seguir compromès amb la guerra i esperar els resultats de certes batalles navals clau. Després de sufocar l'esperança de la victòria, va continuar la guerra per preservar la dignitat de Rússia evitant una "pau humiliant". Rússia va ignorar la voluntat japonesa d'acordar un armistici al principi i va rebutjar la idea de portar la disputa a la Cort Permanent d'Arbitratge de La Haia. La guerra va acabar amb el Tractat de Portsmouth de 1905, mediatitzat pel president dels Estats Units Theodore Roosevelt. La completa victòria de l'exèrcit japonès va sorprendre els observadors internacionals i va transformar l'equilibri de poder tant a l'Àsia oriental com a l'Europa de l'Est, cosa que va provocar l'aparició del Japó com a gran potència i el declivi de Rússia en el prestigi i la influència a Europa de l'Est. La pèrdua de vides sense la victòria i la humiliant derrota per a l'Imperi rus van contribuir al creixent malestar domèstic que va culminar amb la revolució russa de 1905 i va accelerar la desintegració de l'autocràcia russa. La guerra també va suposar la primera victòria d'un país asiàtic contra una potència occidental en l'època moderna. Després de la signatura del tractat d'Eulsa el 1905, Corea es va convertir en un protectorat del Japó. El príncep Itō va ser el primer resident general de Corea, tot i que va ser assassinat per l'activista independentista coreà An Jung-geun el 1909 a l'estació de tren de Harbin. El 1910 l'Imperi japonès finalment es va annexionar Corea.

## Darrers anys
Cap al final de la seva vida, diversos socialistes i anarquistes, inclòs Denjiro Kotoku, van ser executats en 1911 acusats d'haver conspirat per assassinar el sobirà en el conegut com l'Incident d'Alta Traïció. (大逆事件 Taigyaku Jiken)
L'emperador Meiji, que patia diabetis, nefritis i gastroenteritis, va morir d'urèmia. Encara que l'anunci oficial deia que va morir a les 00:42 del 30 de juliol de 1912, la mort real va ser a les 22:40 del 29 de juliol. El va succeir el seu fill gran, l'emperador Taishō.

## Família i concubines

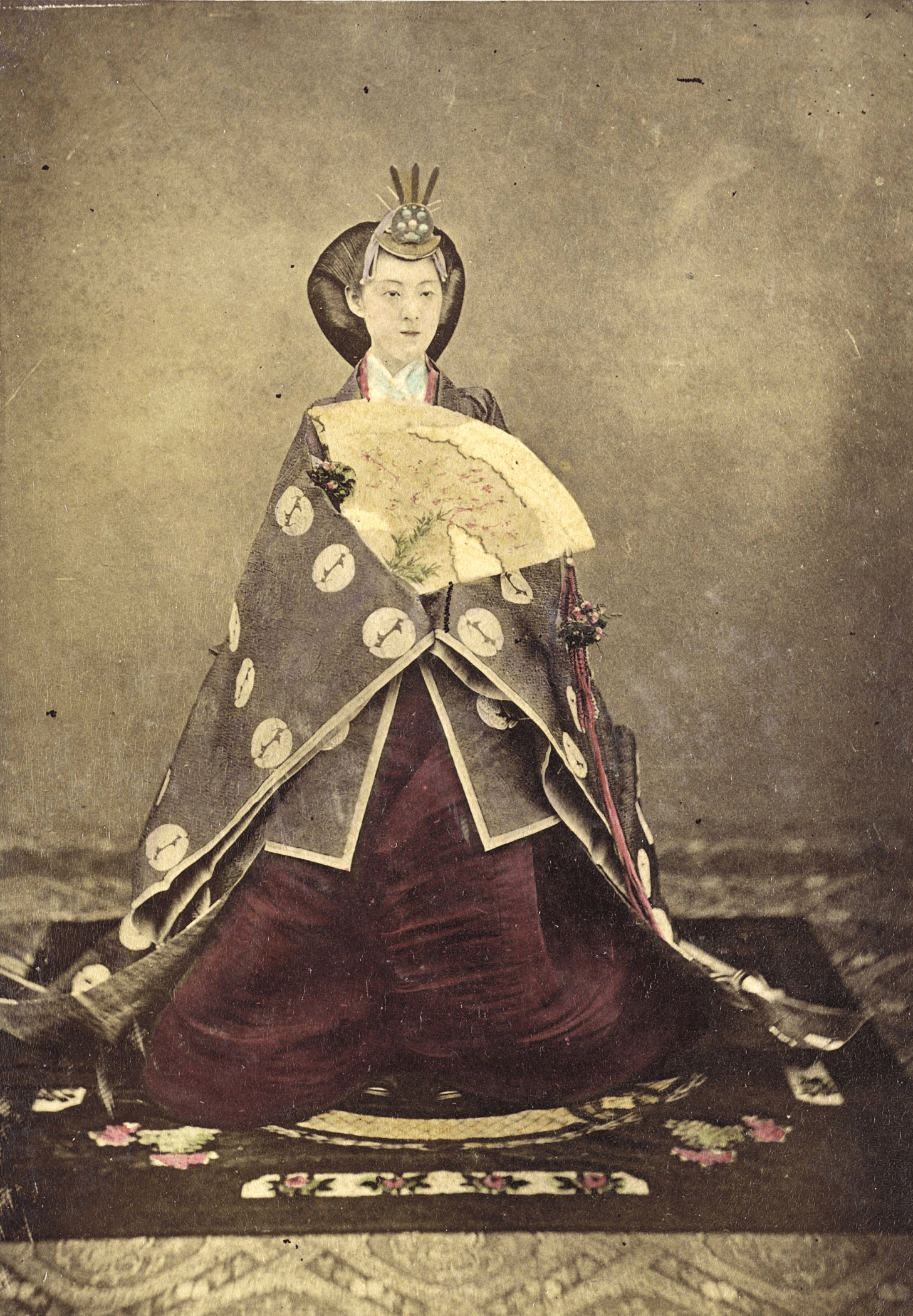
L'emperadriu consort Haruko el 1872.

Poc després de l'ascens de Meiji, els oficials de l'emperador li van presentar Masako Ichijō com a possible núvia. La futura emperadriu era filla d'un funcionari imperial, i era tres anys més gran que el nuvi, que hauria d'esperar per casar-se fins després del seu genpuku (cerimònia de la virilitat). El principal obstacle per a la seva elegibilitat per ser emperadriu consort va ser el fet que era tres anys més gran que l'emperador Meiji, però aquest problema es va resoldre canviant la seva data de naixement oficial del 1849 al 1850. Masako Ichijō es va comprometre amb l'emperador Meiji el 2 de setembre de 1867 i va adoptar el nom de Haruko (美 子), que tenia com a objectiu reflectir la seva mida diminutiva i la seva bellesa serena. El casament es va celebrar finalment l'11 de gener de 1869. Va ser la primera consort imperial que va rebre tant el títol de nyōgō com el de kōgō, literalment "esposa de l'emperador" o "emperadriu consort", en diversos centenars d'anys. Tot i que va ser la primera emperadriu consort japonesa a exercir un paper públic, aviat va quedar clar que l'emperadriu Haruko era incapaç de tenir fills. L'emperador Meiji va tenir quinze fills amb cinc concubines diferents. Com feia temps que era costum a la monarquia japonesa l'emperadriu va adoptar Yoshihito, el fill gran del seu marit i que havia tingut amb una de les concubines, Yanagihara Naruko. Yoshihito va esdevenir així l'hereu oficial del tron i, a la mort de l'emperador Meiji, el va succeir amb el nom d'emperador Taishō. Tanmateix, l'emperador Meiji va tenir quinze fills de cinc dames de companyia oficials. Només cinc dels seus fills, el príncep nascut de Yanagihara Naruko i quatre princeses nascudes de Sono Sachiko van viure fins a l'edat adulta. Tot i que Meiji va ser l'últim emperador a tenir concubines, aquesta funció no va ser abolida oficialment fins al 1924.